# Pyroklastický proud

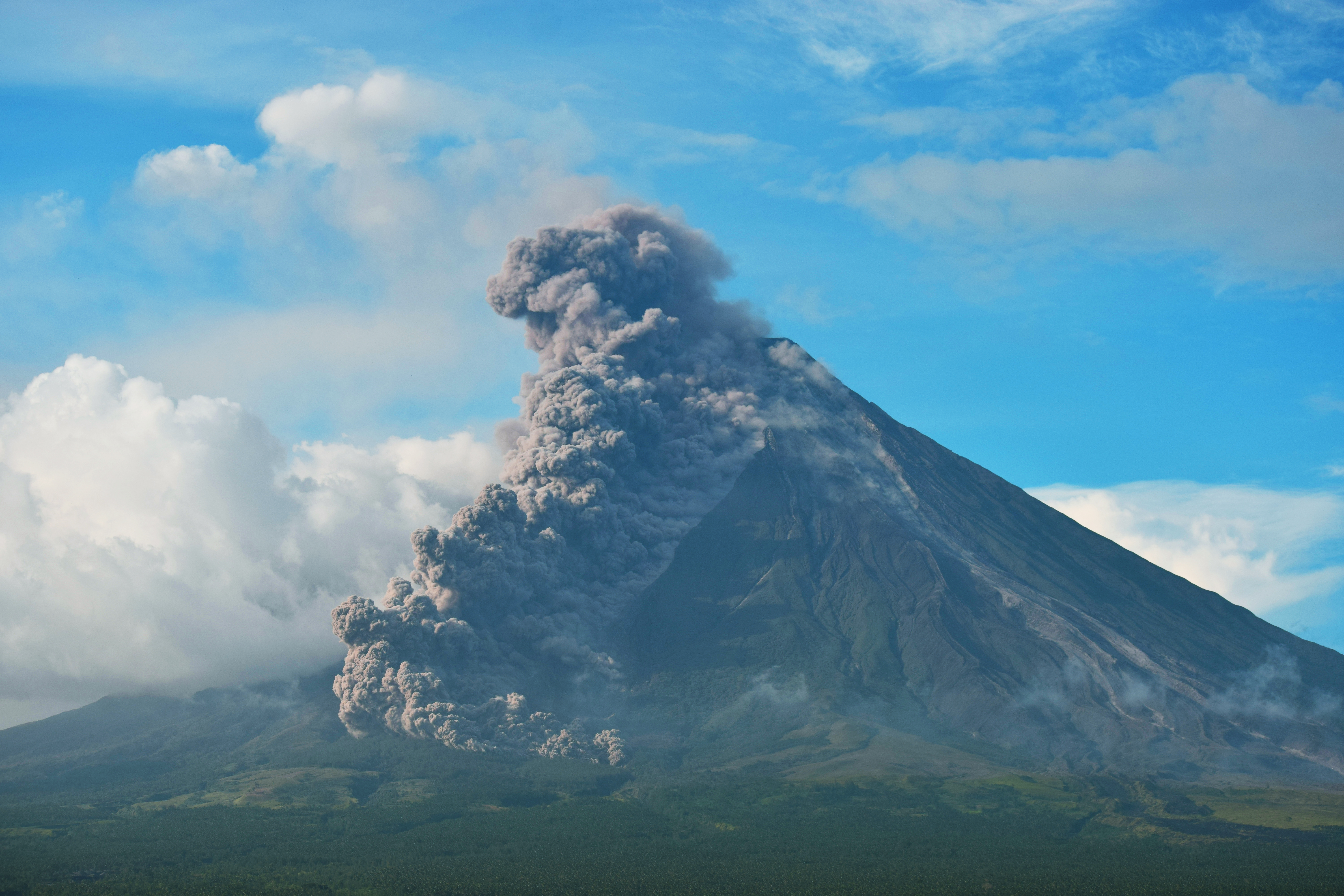
Pyroklastický proud, sbíhající po svahu stratovulkánu Mayon na Filipínách, při erupci 22. ledna 2018. Délka jeho trasy činila 4 km.

Pyroklastický proud označovaný také jako žhavé mračno (fr. nuée ardente) je často se vyskytující projev explozivních sopečných erupcí.
Jde o rychle pohyblivou, fluidizovanou směs žhavých sopečných plynů, úlomků magmatu a sopečného popela, jejíž teplota dosahuje od 100 do 1100 °C. V důsledku své větší hustoty než vzduch se pohybuje (podobně jako lavina) po sopečném svahu dolů velkými rychlostmi (100–700 km/h). Těmito vlastnostmi je jednou z nejnebezpečnějších a nejvíce devastujících forem vulkanismu. Od roku 1500 mají společně s pyroklastickými přívaly na svědomí okolo 91 tisíc životů (33 % z celkového počtu potvrzených obětí sopečné činnosti), což je nejvíc ze všech sopečných jevů. Pyroklastické proudy se vyskytují při explozivních erupcích viskózního magmatu.
U velmi silných či freatomagmatických erupcích, bohatých na plyn, může vznikat pyroklastický příval, který je ještě nebezpečnější než pyroklastický proud.

## Etymologie
Slovo „pyroklastický“ je složenina dvou řeckých slov: πῦρ (v překladu „oheň“) a κλαστός (což znamená „rozbitý na kusy“). Pro stejný jev, který během noci září, se také užívá nuée ardente (francouzsky „hořící mrak“). Tento název se používal v roce 1902, při známé katastrofální erupci Mont Pelée na karibském ostrově Martinik. V odborné cizojazyčné literatuře (zejména té psané anglicky) se dá často narazit na zkratku PDC (angl. „pyroclastic density current“).

## Příčiny vzniku

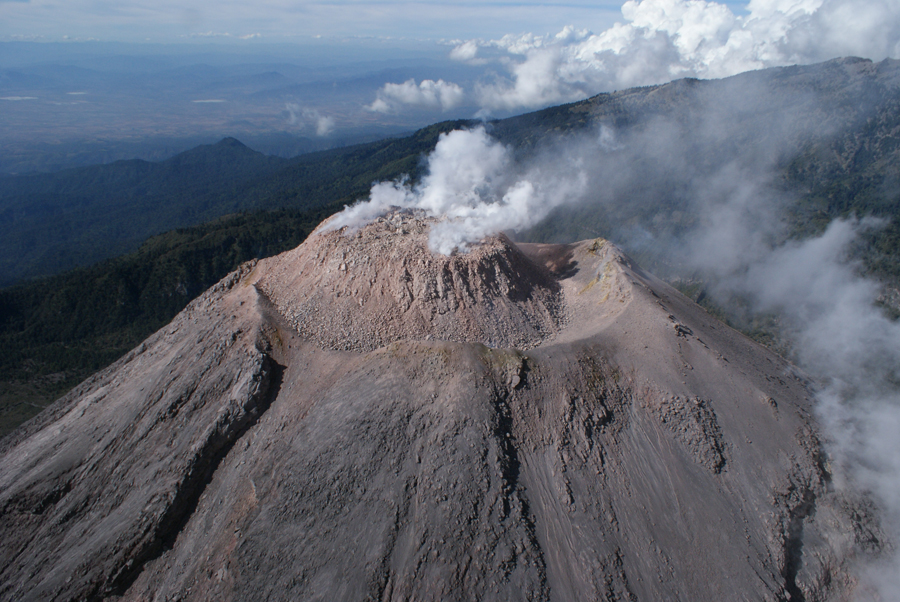
Lávový dóm na vrcholu sopky Colima.

Příčiny vzniku pyroklastických proudů jsou následující:
- Gravitační kolaps nestabilního sopečného dómu či lávové jehly.
- Sesuv části sopky a následná laterální erupce.
- Gravitační kolaps erupčního sloupce pří erupci pliniovského typu: během takové erupce je sopečný materiál konvenčním prouděním vyvrhován desítky kilometrů do atmosféry v podobě erupčního sloupce. Pokud je proudění narušeno, dochází k jeho kolapsu a materiál následně „steče“ po svazích v podobě pyroklastických proudů.
- Gravitační kolaps erupčního sloupce při erupci vulkánského typu: vulkán vyvrhuje velké množství materiálu, jehož hustota je mnohem větší než okolního vzduchu.
- „Zpěnění“ lávy během procesu jejího odplynění při erupci.

## Nebezpečí pyroklastických proudů

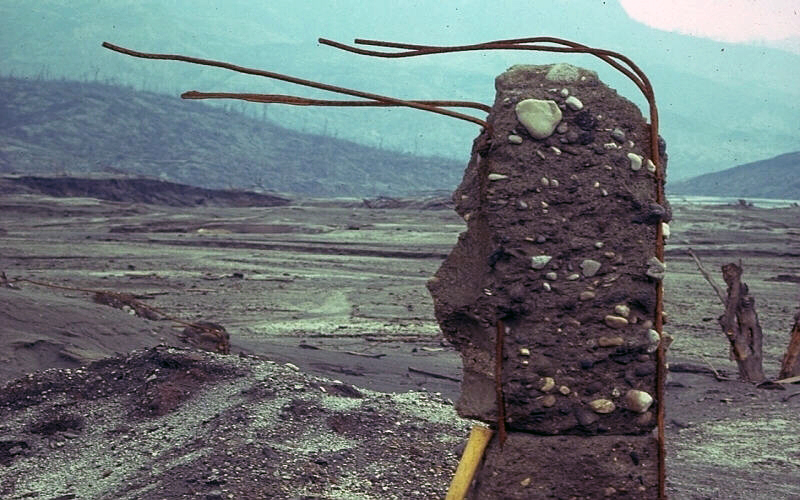
Pozůstatky železobetonové konstrukce budovy zasažené pyroklastickým proudem během výbuchu sopky El Chichón v Mexiku, 1982.

Pyroklastické proudy jsou pro obrovskou teplotu a rychlost nejnebezpečnější projev sopečné činnosti, daleko nebezpečnější než samotná tekoucí láva. Člověk, kterého proud pohltí umírá v průběhu pár vteřin na tepelný šok. Popřípadě ho udusí sopečné plyny a popel. Lidé, které jen zasáhne okraj proudu nebo se nacházejí blízko konce jeho postupu, dokáží přežít, ovšem mnohdy utrpí těžké popáleniny a poškození dýchacího ústrojí. Proti těmto jevům neexistuje zaručený úkryt, ochranu neposkytují ani interiéry cihelných a železobetonových budov.
Pyroklastické proudy před sebou hrnou masu vzduchu. Vzniká tak před nimi rázová vlna, zodpovědná za podstatnou část škod. Neexistuje proti nim žádná účinná pasivní ochrana (hráze či kanály). Díky své rychlosti a setrvačnosti dokáží překonat určité reliéfní překážky. Jsou schopné se pohybovat do kopce či opustit údolí své trasy a dostat do vedlejšího. Umí se snadno pohybovat po vodní hladině. Během výbuchu karibské sopky Soufrière Hills v roce 1997 byl nafilmován pyroklastický proud putující do vzdálenosti asi 1 km od pobřeží. Podle studie německé univerzity v Kielu při styku s vodou se potopí těžší částice, voda se začne horkem vypařovat, a odlehčený proud popela a plynů poháněný párou se pohybuje ještě rychleji než předtím na pevnině. Objemné pyroklastické proudy dokáží při vstupu do moře vyvolat vlny tsunami.
Na svém kontě mají dlouhou řadu vědců a vulkanologů, které zaskočily leckdy i v místech, která dotyční považovali za bezpečná. Vulkanolog USGS, David A. Johnston, zemřel při erupci americké sopky Mount St. Helens v roce 1980. Celý svah hory se sesunul a ihned nato vznikl masivní pyroklastický proud. Pozorovací stanoviště, ležící 8 km od sopky, se rozkládalo přímo v dráze proudu. Ten pokračoval ještě dalších 22 km, než se jeho postup zastavil. Dalšími oběťmi z vědecké obce byli například manželé Krafftovi a Harry Glicken, kteří spolu s dalšími 41 lidmi zahynuli při pozorování erupce japonské sopky Unzen.

## Pyroklastické proudy známých erupcí

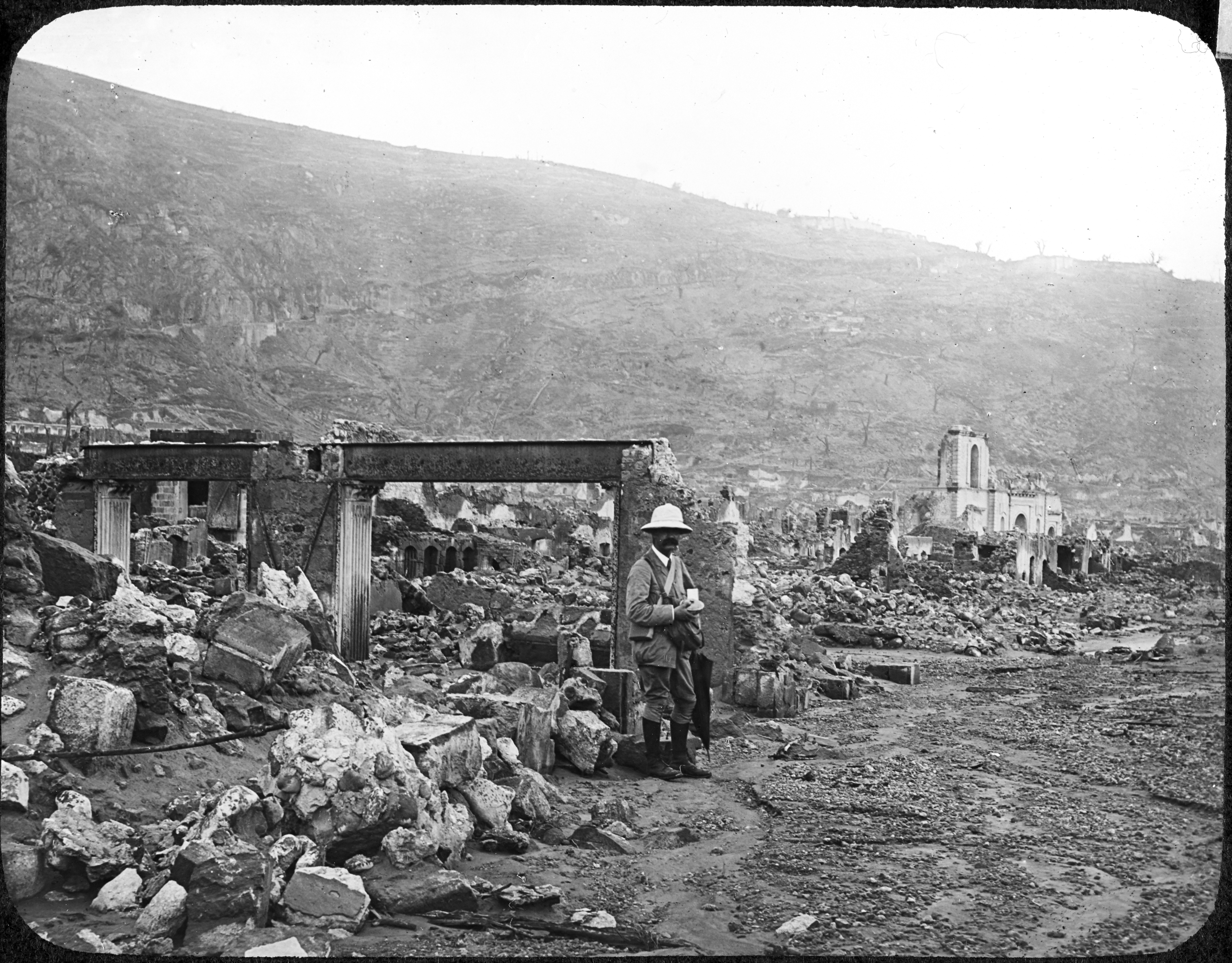
Zničené město St. Pierre na Martiniku (1902).

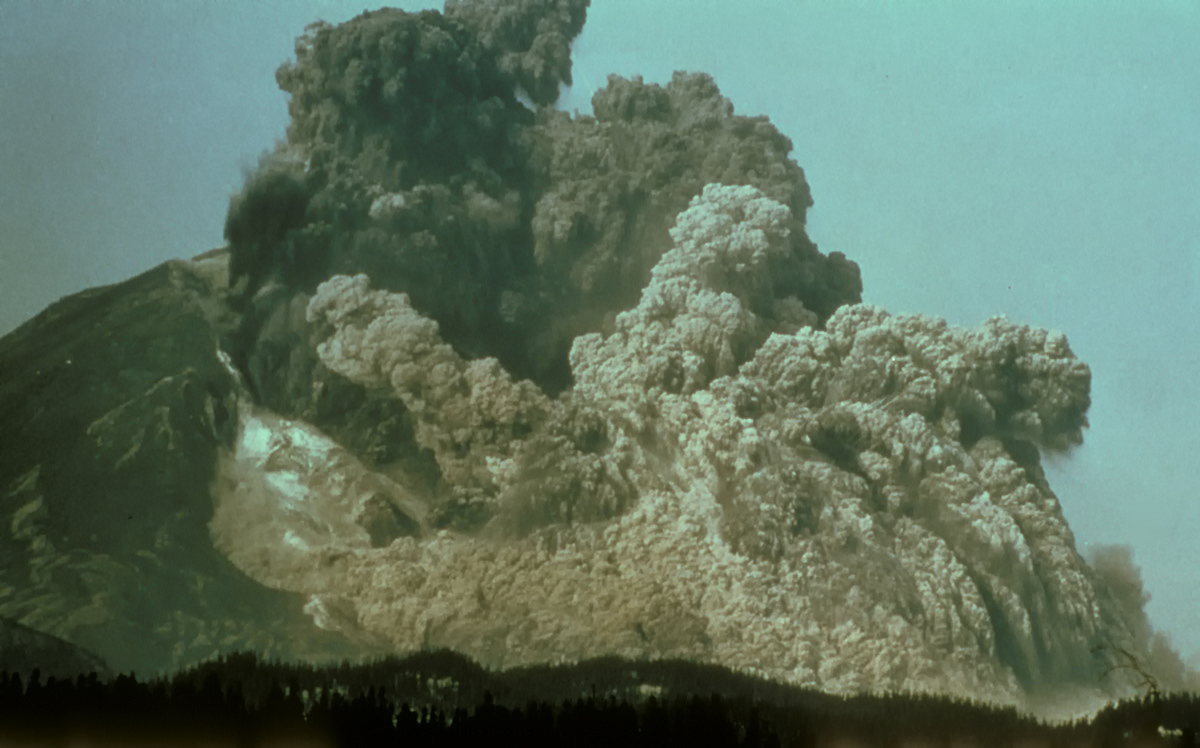
Skutečná fotografie počátku enormního pyroklastického proudu při erupci americké Mount St. Helens (1980).

- Vesuv: erupce v roce 79 způsobila šest pyroklastických proudů, z nichž každý předcházel pyroklastický příval. Římské město Herculaneum postihly všechny. Jeho obyvatelé zemřeli při prvním zásahu. Teplota se zde pohybovala mezi 240 až 370 °C (jiný zdroj uvádí 500–600 °C). Ke vzdálenějším Pompejím se dostal jen šestý proud v závěru erupce, s označením F-6. Nicméně ještě předtím město zasáhly přívaly S-4, S-5, S-6 a S-7. Zemřelo 1 500 až 3 500 lidí, ovšem některé odhady hovoří dokonce o 16 tisících obětech.[10]

- Krakatoa: výbuch ostrovní sopky v roce 1883, ležící uprostřed Sundského průlivu mezi indonéskými ostrovy Jáva a Sumatra, generoval masivní pyroklastické proudy.[11][12] Při vstupu do moře byly primární příčinou vzniku série vln tsunami, které dosahovaly výšky až 46 m a vyžádaly si 30 tisíc obětí.[13]

- Mont Pelée:  tento vulkán na karibském ostrově Martinik způsobil v roce 1902 jednu z nejtragičtějších sopečných erupcí. Pyroklastické proudy o velmi vysoké teplotě (1 100 °C – podle částečně roztavených skleněných artefaktů) pohltily město St. Pierre. Z 30 tisíc obyvatel přežily jen tři osoby.[14] Co do počtu obětí je to dodnes největší neštěstí, způsobené pyroklastickým proudem.
- Agung: nejsilnější vulkanická událost na území Indonésie od roku 1883 produkovala pyroklastické proudy, jež doputovaly až 15 km od kráteru. Zapříčinily smrt 1100–1500 osob.[15][16][17]

- Mount St. Helens: když se na jaře 1980 začala po staletém období klidu probouzet americká St. Helens, tak se stoupající magma odklonilo a hromadilo se pod jejím severním svahem. Ten se vyboulil až o 150 m. 18. května 1980 se celé úbočí sesunulo a uložené magma, nasycené sopečnými plyny, okamžitě expandovalo. Vznikl masivní pyroklastický proud o teplotě 360 °C, který nakrátko mohl překonat dokonce rychlost zvuku. Urazil vzdálenost 30 km a během pár minut zničil území o ploše 600 km², což je víc než rozloha Prahy. Zemřelo 57 osob, včetně vulkanologa Davida A. Johnstona, který sopku monitoroval ve vzdálenosti 8 km.[18]

- Unzen: při probuzení této japonské sopky v roce 1991, se objevovaly jen malé proudy. Čtyři desítky novinářů a vědců, mezi nimiž byli manželé Krafftovi či Harry Glicken, se 3. června vydali blíže k vulkánu. Následně se uvolnil nečekaně velký pyroklastický proud a všechny přítomné usmrtil.
- Fuego: erupce v roce 2018 způsobila pyroklastické proudy, jež se staly příčinou smrti oficiálně 190 osob. Podle zdejších obyvatel však mohlo zemřít 2 tisíce a podle místní organizace dokonce 2 900 lidí.[19][20]

- Semeru: silné deště podemlely lávový dóm na vrcholu. Při jeho kolapsu 4. prosince 2021 vzniknul silný pyroklastický proud, který usmrtil 57 osob a další stovku zranil.[21]

## Zajímavosti
- V roce 1963 astronom NASA, Winifred Cameron, naznačil, že klikatá údolí na povrchu Měsíce (např. Scroterovo údolí) mohla být zformována měsíční obdobou zemských pyroklastických proudů.

## Galerie

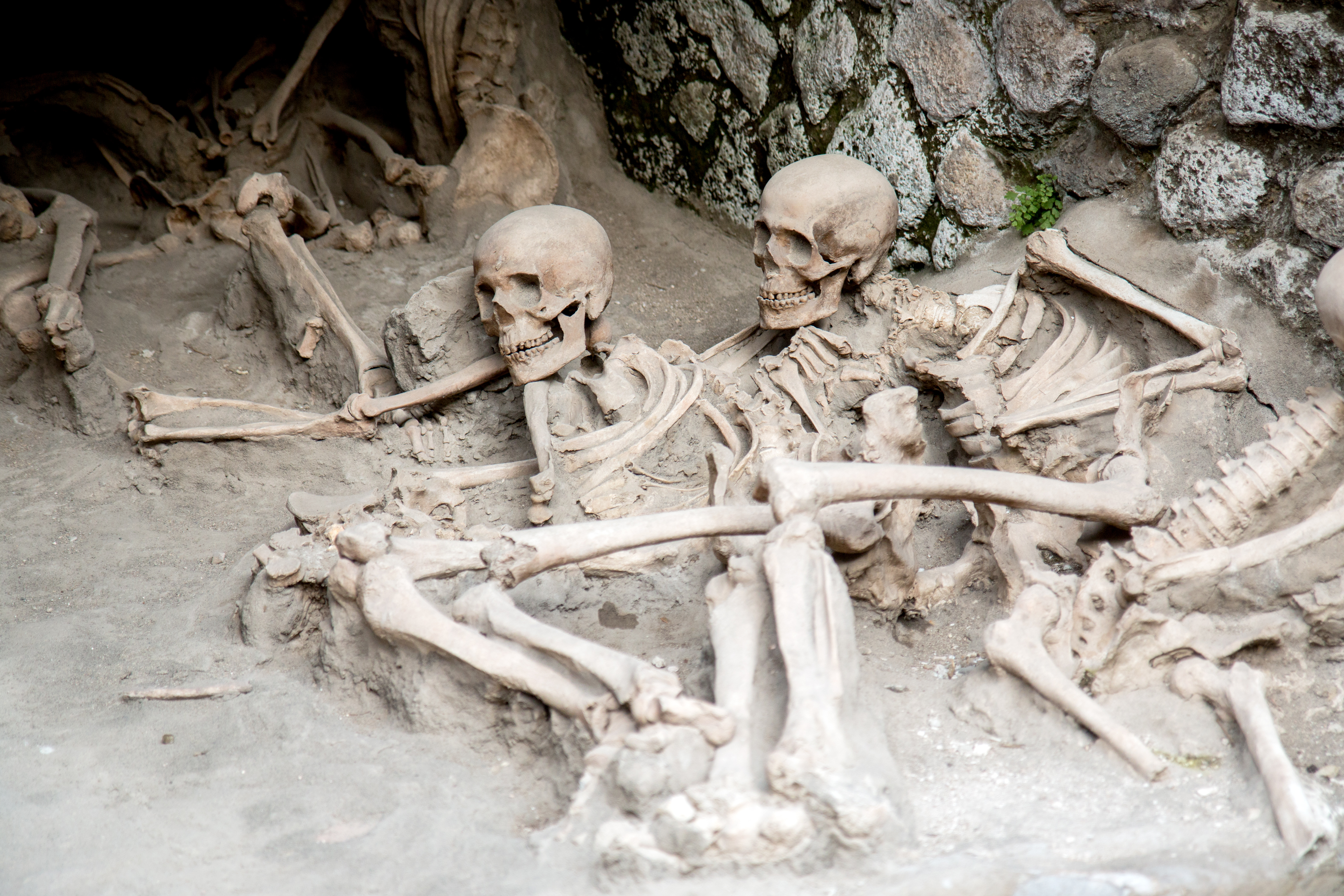
Oběti erupce Vesuvu z roku 79, Herculaneum.
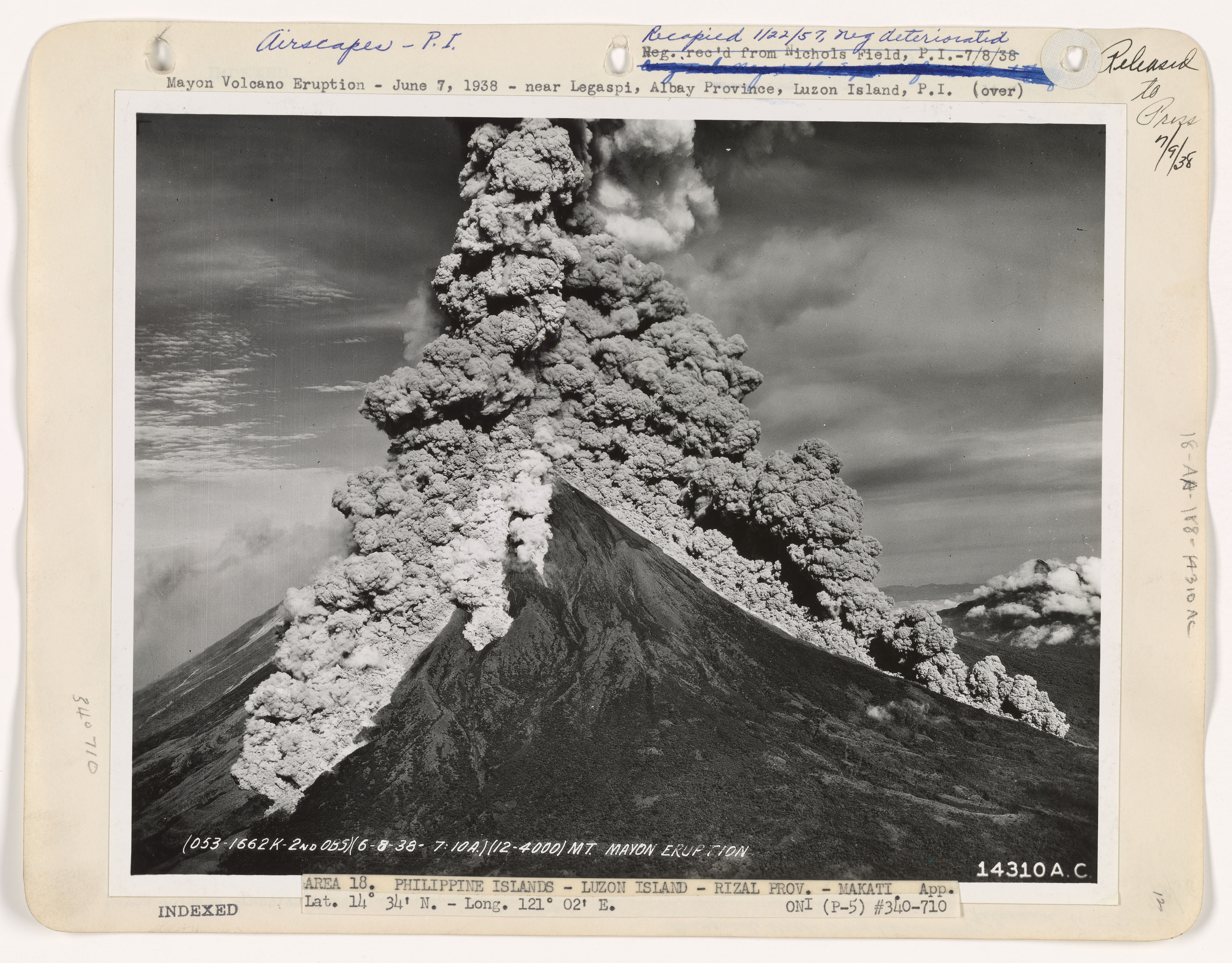
Pyroklastické proudy na svahu Mayon.
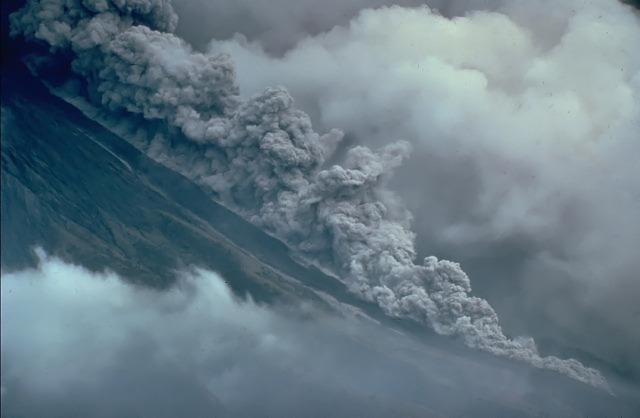
Pyroklastický proud na svahu Mayon.
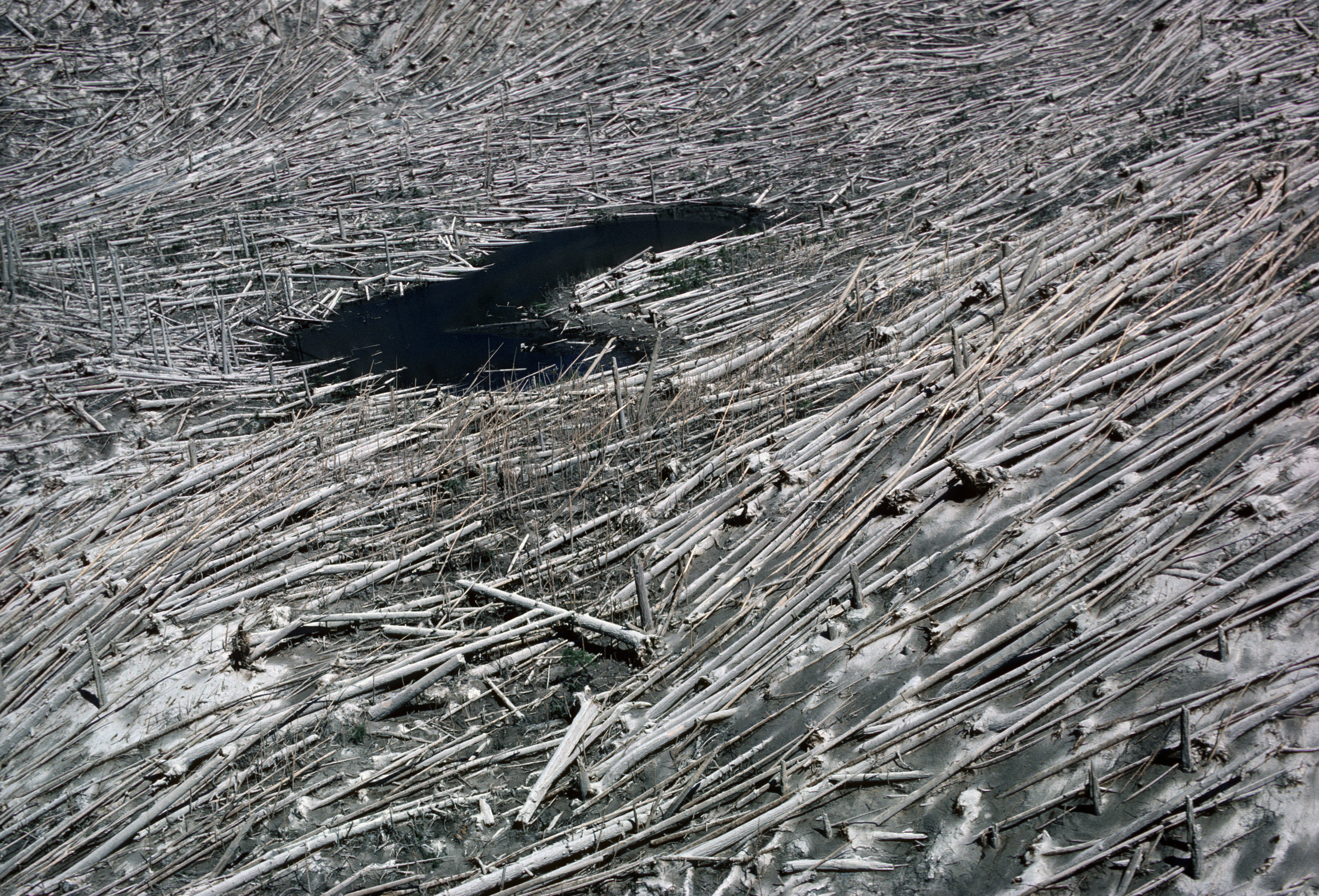
Pyroklastickým proudem zpřelámané a spálené kmeny stromů původně vrostlého lesa, zhruba 15 km od sopky Mount St. Helens při její hlavní erupci v roce 1980.
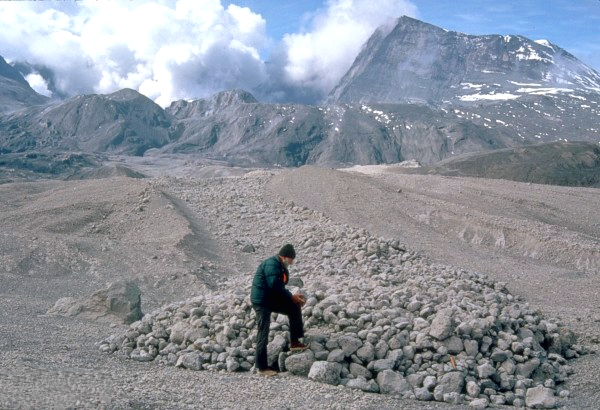
Depozita malého proudu pozdější aktivity St. Helens.
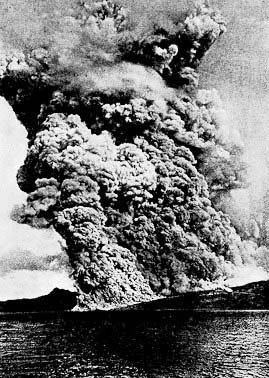
Žhavé mračno při výbuchu Mont Pelée v roce 1902.